# Clase Álvaro de Bazán
La clase Álvaro de Bazán, también conocida como clase F-100, es una clase de fragatas de manufactura española utilizadas actualmente por la Armada española. Reciben el nombre de clase Álvaro de Bazán en recuerdo del almirante Álvaro de Bazán, marqués de Santa Cruz.
Relevaron a las fragatas de la clase Baleares en la composición de la 31ª Escuadrilla.
Han sido desarrolladas y fabricadas en los astilleros Navantia (Ferrol) y están dotadas con el sistema de combate Aegis, de origen estadounidense. Cuentan con un radar AN/SPY-1D capaz de detectar aeronaves en un radio de aproximadamente 500 km a alta cota, aunque el margen de detección se reducirá según el tamaño del objetivo y su altura. Actualmente, existen cinco fragatas F-100 en servicio, además de tres unidades contratadas por Australia (Clase Hobart), a construir en el país austral. Sobre la base de este modelo se desarrolló asimismo una versión reducida, de la que se han vendido cinco unidades a Noruega (fabricadas en España), la clase Fridtjof Nansen (F-310). Los costes han sido de 430 millones (F-101 a F-104) a 822,99 millones de € (F-105). La clase F-100 sirvió también como base para vender a Australia sus 3 fragatas de la clase Hobart. La marina estadounidense, la empresa Lockheed Martin y varias industrias electrónicas militares españolas han colaborado en la construcción de estas fragatas, proporcionando tecnología y supervisión.
En 2006 se comenzó a construir la F-105 Cristóbal Colón, que entró en servicio en 2012. La Armada Española esperaba la aprobación de la F-106 (Juan de Austria), buque que hubiera cerrado la serie, sin embargo el contexto de la crisis de 2007 dejó la serie en las 5 mencionadas, iniciándose una nueva serie en el futuro. Sin embargo, durante su debate de investidura, el presidente del gobierno Mariano Rajoy, anunció que se haría un esfuerzo en relación con una sexta fragata de esta clase para la Armada, aunque, finalmente, el 8 de junio de 2012, el jefe de Estado Mayor de la Defensa, el almirante Fernando García Sánchez, anunció que la F-105 cerraría la serie.

## Diseño

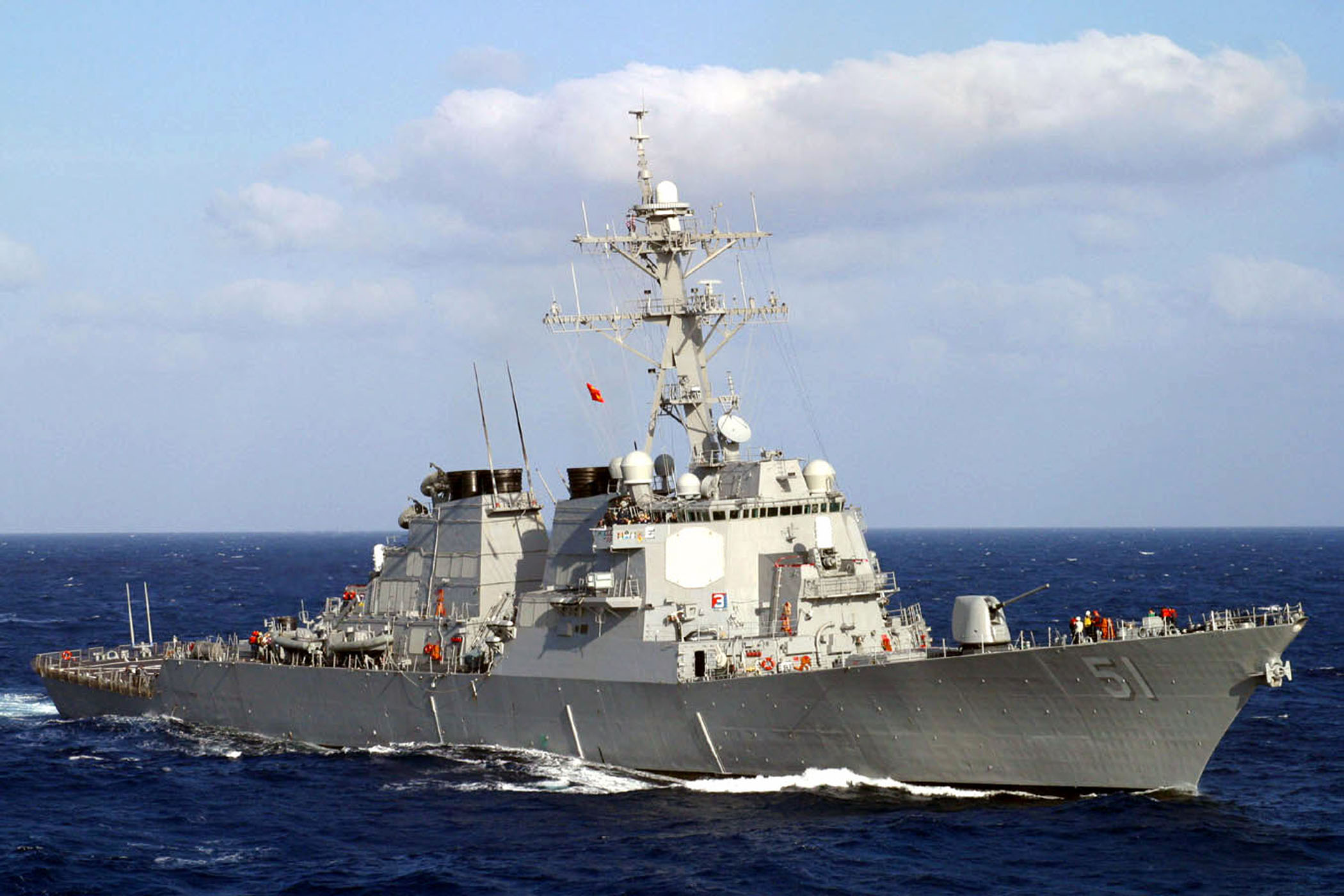
Un destructor estadounidense de la Clase Arleigh Burke en la cual está inspiradas las fragatas españolas de la clase Álvaro de Bazán. En concreto este es el USS Arleigh Burke (DDG 51), fotografiado en 2003.

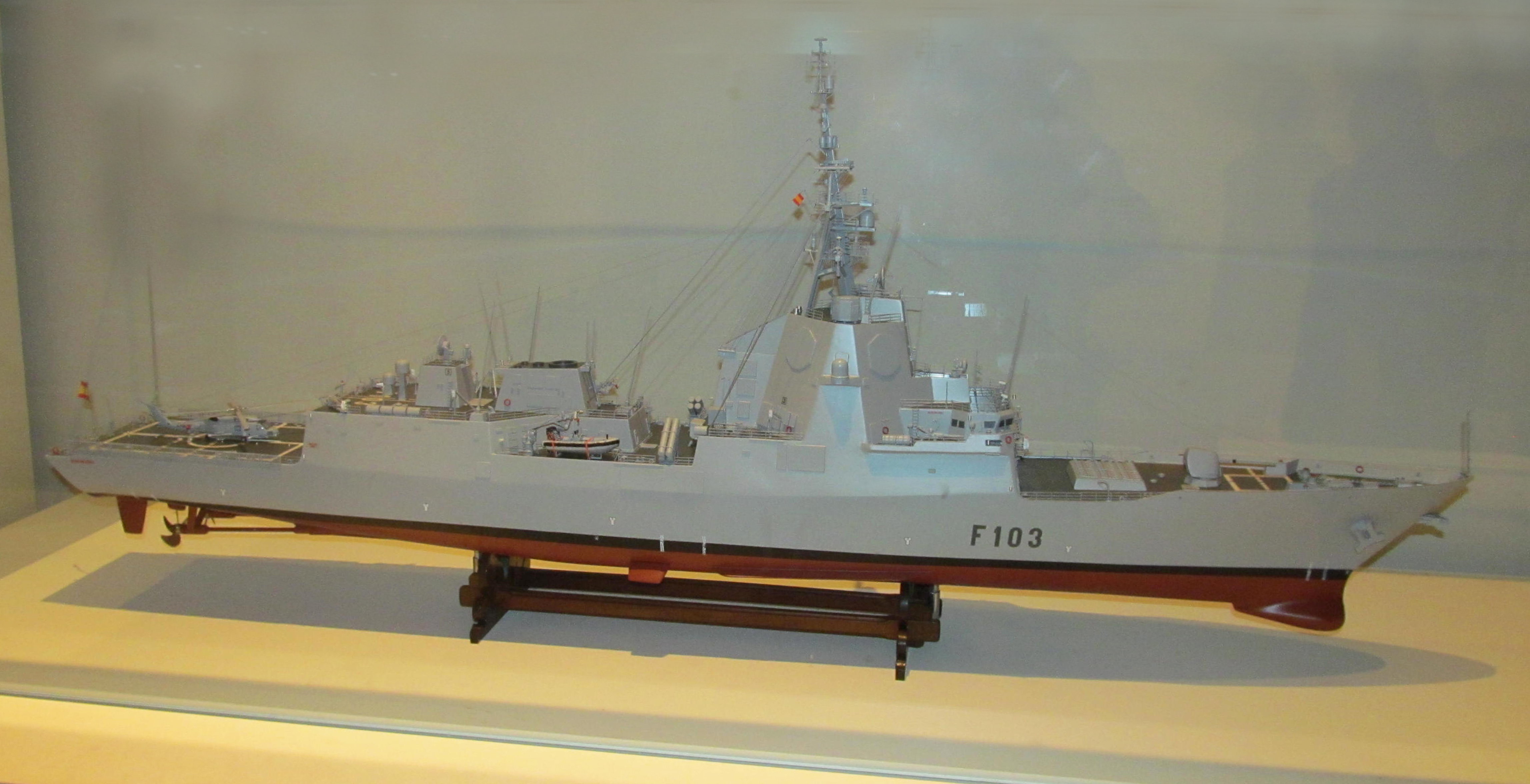
Maqueta de la fragata Blas de Lezo (F-103).

Las fragatas F-100 clase «Álvaro de Bazán» son los primeros buques de guerra europeos con el sistema Aegis. Tienen capacidad para detectar y seguir más de 90 blancos móviles y dirigir los proyectiles antiaéreos y de superficie.
Son los primeros buques españoles con el nuevo casco de protección balística de acero de alta resistencia. Completa su protección con motores montados sobre piezas elásticas, que no transmiten ruido al casco, por lo que son más difícilmente detectables por submarinos. Durante la fase de desarrollo, se puso especial énfasis en el diseño de las formas del buque con el objetivo de minimizar su "eco" de radar. Las F-100 están equipadas también con sistemas de contramedidas y guerra electrónica Indra Aldebaran, de diseño y fabricación española, y un sistema acústico antitorpedos AN/SLQ-25A Nixie. 

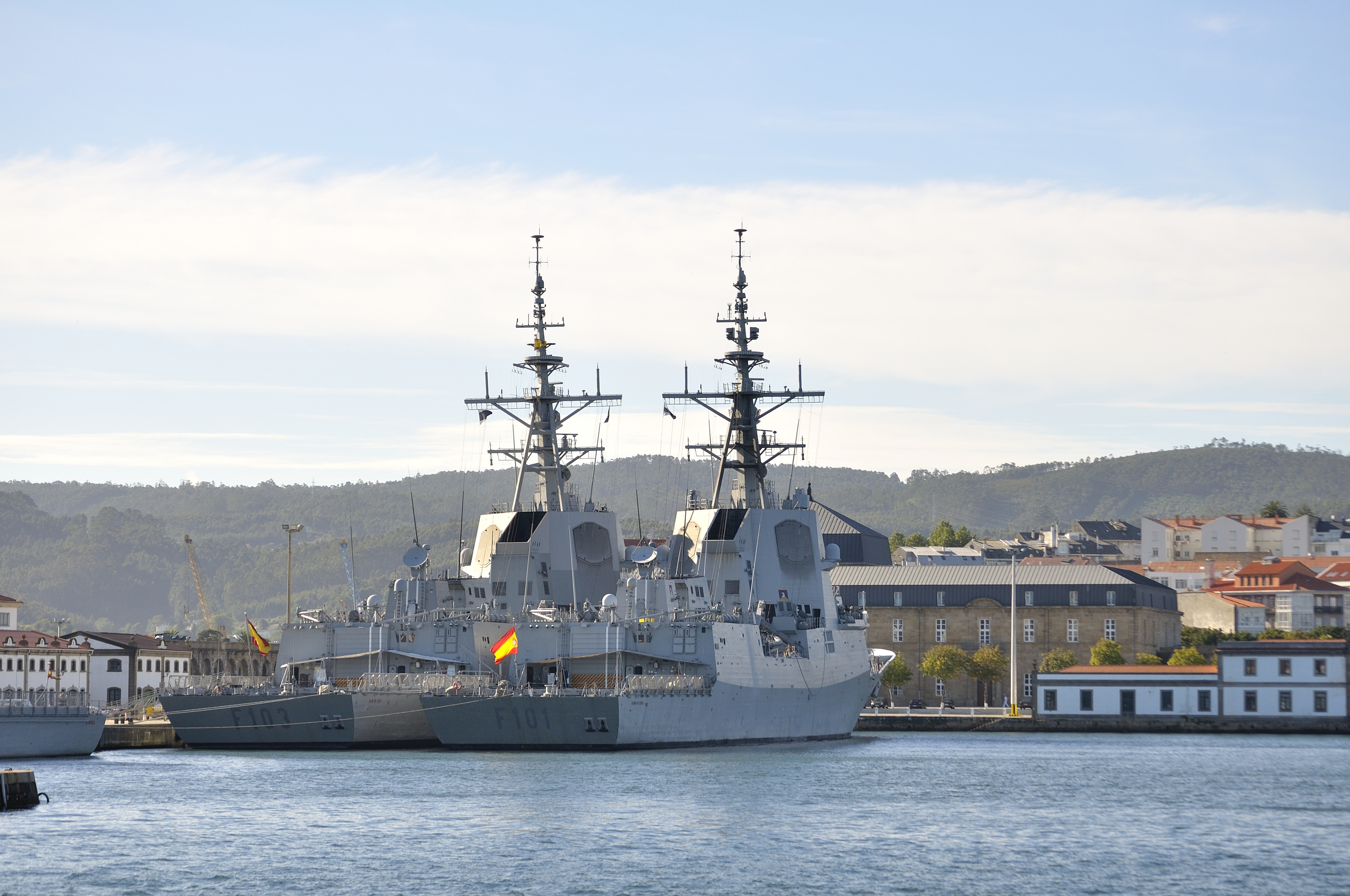
Las fragatas Álvaro de Bazán (F-101) y Blas de Lezo (F-103) en el puerto de Ferrol en el año 2012.

Dispone de dos lanzadores cuádruples de misiles antibuque RGM-84 Harpoon; dos lanzadores dobles de torpedos Mk-46; un cañón tipo Mk-45 de cinco pulgadas con capacidad de disparo de 20 proyectiles por minuto y 23 km de alcance; y un lanzador vertical Mk-41 con 48 celdas; cuatro lanzachaff que emiten señuelos para confundir a los misiles enemigos y un helicóptero SH-60B Seahawk preparado para la lucha antisubmarina y antisuperficie.
Varios países buscaban contar con una fragata moderna, por ello se creó el programa multinacional NFR-90, que pretendía equipar con un modelo único y común de buque a varios países de la OTAN durante la Guerra Fría (en España se habrían convertido en la clase F-90). El programa acabó fracasando porque cada país quería unas especificaciones y unos requisitos distintos. Del malogrado programa NFR-90 nacieron la clase Álvaro de Bazán española y la Arleigh Burke estadounidense. Esta última fue equipada con el sistema de combate AEGIS, y sirvió de inspiración para las F-100.
El programa que supuso el desarrollo de las fragatas F-100 nació a principios de los años 1990 tras la cancelación del programa NFR 90, debido a la necesidad de la Armada Española de contar con escoltas oceánicos de última generación, optimizados para actuar como buques de mando en escenarios de conflicto, capacitados para proporcionar cobertura total a fuerzas expedicionarias, elevada capacidad antiaérea y aptos para la integración de sistemas de armas de fabricación española, así como la total integración con las unidades más avanzadas de los países aliados, con el objetivo de proporcionar un poder naval a la flota de máximo nivel.
En junio de 1995, la Armada Española decidió integrar el sistema AEGIS para el desarrollo del segmento antiaéreo del sistema de combate. Este sistema de combate está considerado como el más avanzado del mundo, y actualmente tan sólo disponen de unidades AEGIS las marinas estadounidense, coreana, japonesa, española y noruega, esta última con buques construidos en España. El núcleo del sistema AEGIS está compuesto por un radar de antenas en fase tridimensional SPY-1D capaz de efectuar simultáneamente funciones de búsqueda, seguimiento y guiado de misiles enemigos, a más de un radio de 500 km y de seguir simultáneamente más de 90 blancos, así como de controlar con gran precisión las trayectorias de los misiles antiaéreos y antibuque hasta sus objetivos.

## Construcción

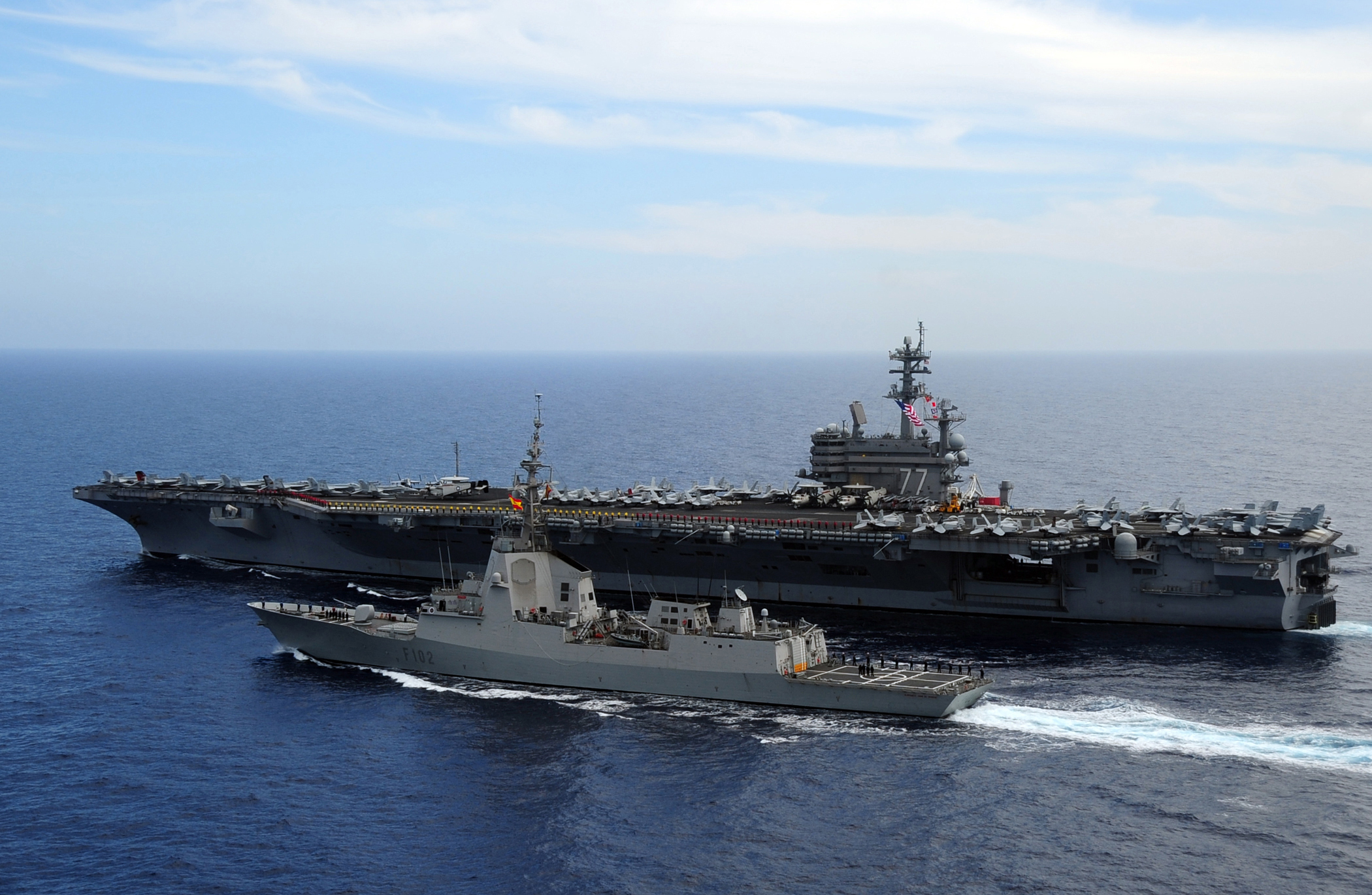
La segunda fragata de la clase, Almirante Juan de Borbón (F-102), navegando en 2011 junto con el portaaviones nuclear estadounidense USS George H. W. Bush (CVN-77).

El 31 de enero de 1997 se firmó la orden de ejecución para la construcción en los astilleros ferrolanos de Izar (hoy Navantia) de las cuatro primeras fragatas de la clase F-100, que llevarían los nombres de Álvaro de Bazán, Almirante Juan de Borbón, Blas de Lezo y Méndez Núñez. Estos cuatro barcos han entrado ya en servicio (ver tabla). Dados los excelentes resultados que han mostrado durante las maniobras militares en las que han participado, la Armada Española decidió encargar la construcción de una unidad más y ha indicado al gobierno la necesidad de una sexta, que está pendiente de aprobación presupuestaria. El 29 de febrero de 2000, la armada de Noruega, encargó a Izar 5 fragatas de la clase Fridtjof Nansen, basadas en las F-100.

## Historial operacional

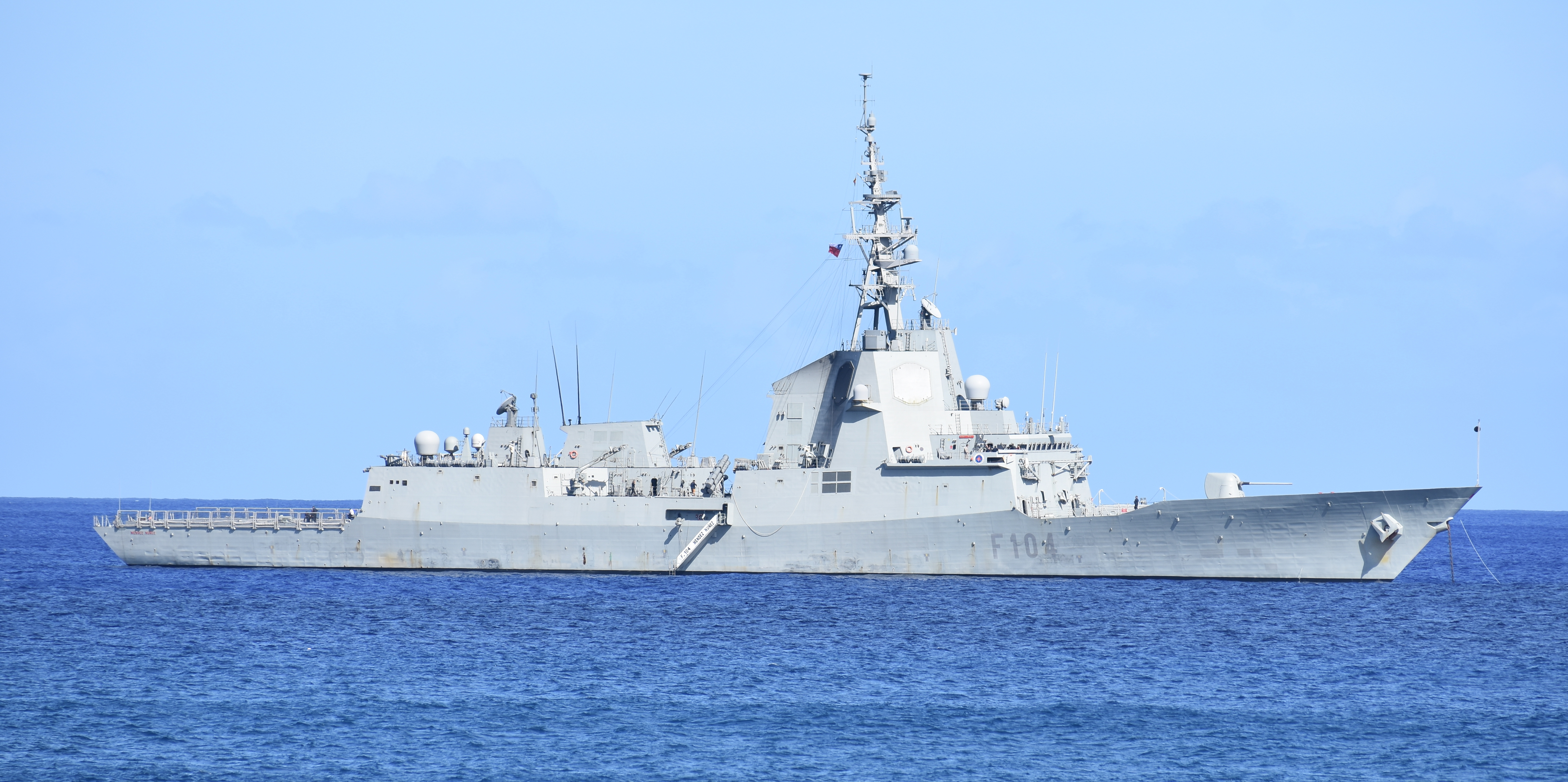
La fragata Méndez Núñez (F-104), navegando en 2019.

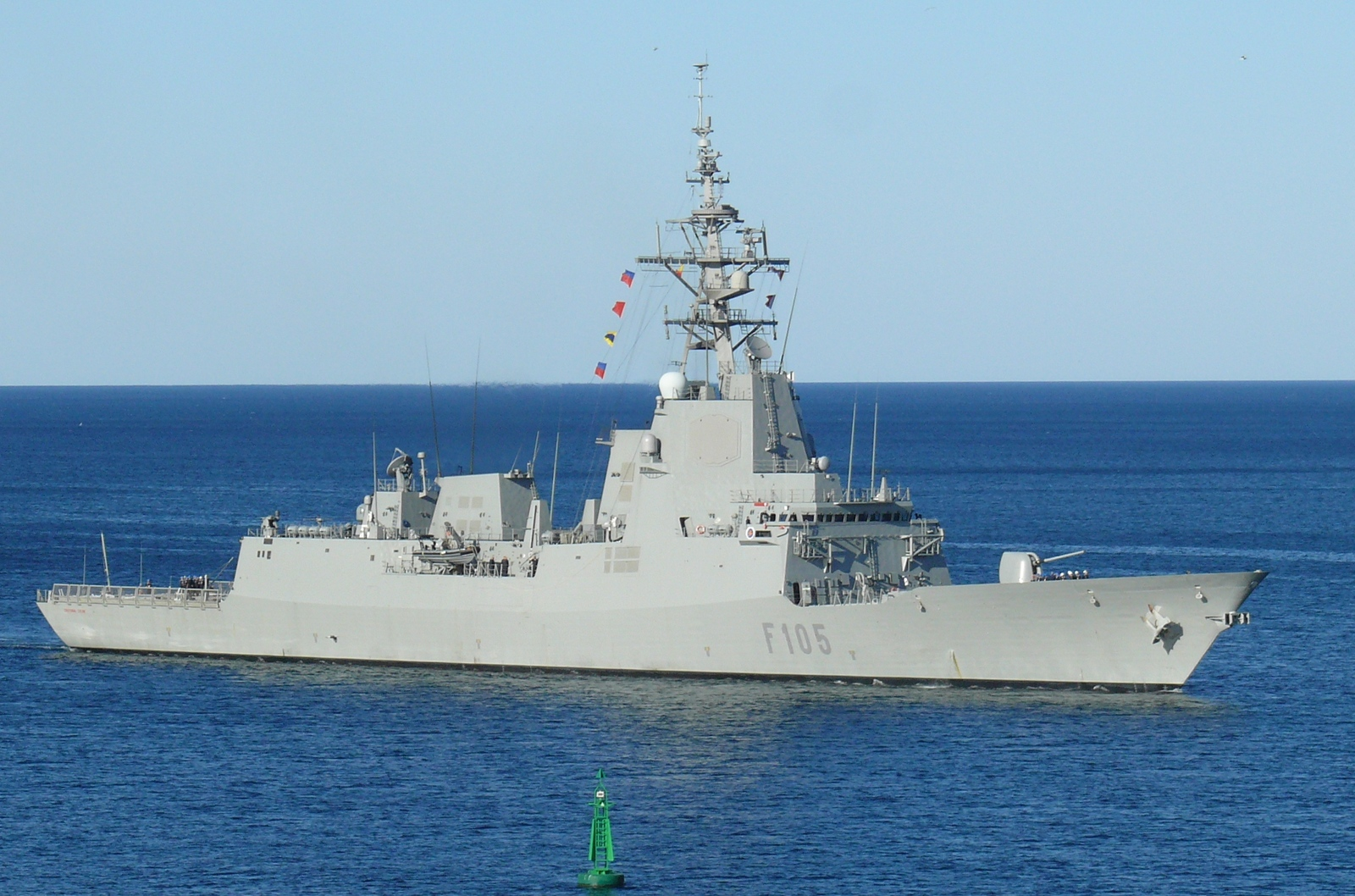
La fragata Cristóbal Colón (F-105), que cierra la serie, navegando en 2013. Tiene algunas mejoras respecto al resto de fragatas de su clase.

La primera fragata de la serie F-100, la F-101 Álvaro de Bazán, que entró en servicio el 19 de septiembre de 2002, ha sido el primer buque español que ha colaborado junto a la marina estadounidense como parte de un grupo de combate naval, escoltando al portaaviones USS Theodore Roosevelt entre septiembre de 2005 y marzo de 2006, para lo que tuvo que realizar una fase de adiestramiento en la costa Este de los Estados Unidos entre mayo y julio de 2005. Esta decisión generó bastante polémica debido a que fue empleada durante la invasión de Irak, pese a la postura oficial del gobierno español respecto a dicha guerra.
La Álvaro de Bazán estuvo en Australia en marzo de 2007 como parte de su viaje de circunnavegación, hecho que se estima como fundamental para la consecución del contrato de tres unidades F100 para Australia como parte del programa de destructor de defensa aérea. Estas tres unidades reciben la designación de Clase Hobart.
La F-103 Blas de Lezo se integró durante dos meses en el grupo de combate del portaaviones nuclear francés Charles de Gaulle. Posteriormente, encalló el 25 de septiembre de 2007 durante unos ejercicios de la OTAN en Escocia. En el choque no se produjeron daños personales aunque sí materiales, ya que una de las hélices sufrió graves desperfectos. Se llevó a cabo una reparación de emergencia en las instalaciones de Navantia-Ferrol, que se completó después en el astillero de la misma empresa en Fene. A su regreso al servicio asumió en Dinamarca el mando de una flota de la OTAN, puesto en el que relevó a la F-101.
A finales de 2006 el Pentágono autorizó la venta a la Armada de un pedido inicial de 24 misiles de crucero Tomahawk destinados a las F100 y a los submarinos de clase S-80. Durante los primeros años España no tendrá capacidad real de uso de los mismos, debido a que el misil vuela hasta su objetivo a baja cota, por lo que necesita una red de satélites de comunicaciones y observación que en la actualidad no está disponible en España. En octubre de 2009 la ministra de defensa Carme Chacón comunicó al Pentágono que España renunciaba a la compra de los misiles Tomahawk, aunque se reservaba la capacidad de adquirir los tubos que pudiesen utilizar los citados misiles
El Gobierno de Mariano Rajoy quiso encargar una sexta fragata F-100 pero la propia Armada Española lo rechazó, argumentando que era preferible invertir en la nueva fragata F-110 de siguiente generación lo más pronto posible, con la idea de que la Flota y la industria naval estuvieran al día y fueran competitivas.

## Componentes

### Estructura
| Sistema | País                                          | Fabricante               | Notas |
| ------- | --------------------------------------------- | ------------------------ | --- |
| Casco   | Bandera de España · Bandera de Estados Unidos | Navantia Bath Iron Works | desarrollado por Navantia a partir de una licencia de Bath Iron Works del diseño de la Clase Arleigh Burke |

### Electrónica
| Sistema                                                                                           | País                                                               | Fabricante                       | Notas |
| ------------------------------------------------------------------------------------------------- | ------------------------------------------------------------------ | -------------------------------- | --- |
| Sistema Integrado de Control de Plataforma (SICP)                                                 | Bandera de España                                                  | FABA Sistemas                    | Filial de Navantia |
| Sistema de combate                                                                                | Bandera de España · Bandera de Estados Unidos                      | Navantia Lockheed Martin         | Sistema AEGIS estadounidense F-101 a F-104, SCOMBA F-105 |
| Sistema de control de tiro (DORNA)                                                                | Bandera de España                                                  | FABA Sistemas                    | Modelo RTN-30 para su cañón |
| Sistema MOS (MIDS On Ship) de comunicaciones, navegación e identificaciónde distribución de datos | Bandera de España                                                  | Indra Sistemas                   | |
| Consolas multifunción CONAM                                                                       | Bandera de España                                                  | Sainsel                          | Modelo DLT-309 |
| Warship Electronic Chart Display and Information System (WECDIS)                                  | Bandera de España                                                  | Sainsel                          | |
| Sistema de navegación                                                                             | Bandera de España · Bandera de Estados Unidos · Bandera de Francia | Diana Sperry Marine Thales Group | Modelo SPERRY F-101 a F-104, DIANA en la F-105 |
| Radar principal                                                                                   | Bandera de Estados Unidos                                          | Lockheed Martin                  | Modelo SPY-1D. La F-105 incorpora la versión SPY-1D (V) |
| Radar de navegación                                                                               | Bandera de España · Bandera de Estados Unidos                      | Indra Sistemas Lockheed Martin   | Modelo AN/SSPS-73 de Lockheed Martin F-101 a F-104, y ARIES NAV en la F-105 |
| Radar de superficie                                                                               | Bandera de España · Bandera de Estados Unidos                      | Indra Sistemas Raytheon          | Modelo SPS-67(V) F-101 a F-104, ARIES CS en la F-105 |
| Radar secundario                                                                                  | Bandera de España                                                  | Indra Sistemas                   | Modelo ARIES modelo CIT-25DF |
| Radar del sistema de control de tiro                                                              | Bandera de Estados Unidos                                          | Raytheon                         | Modelo AN/SPG-62 FCR (Fire Control Radar) para los misiles antiaréreos SM-2MR Bloque IIIA (RIM-66M-2) y RIM-162 ESSM que porta actualmente y otros modelos en un futuro (SM-3 y SM-6), dos unidades |
| Radar ESM/ECM                                                                                     | Bandera de España                                                  | Indra Sistemas                   | Modelo Rigel |
| Sonar de casco                                                                                    | Bandera de España                                                  | Indra Sistemas                   | Modelo LWHP53SN, desarrollado a partir de una licencia de Lockheed Martin. Originariamente incorporaba modelo DE 1160LF fabricado en España por ENOSA bajo licencia de Raytheon                     |
| IFF                                                                                               | Bandera de España                                                  | Indra Sistemas                   | Incluidos modos 5 y modo S |
| Sistema de comunicaciones integradas ICCS-5                                                       | Bandera de Portugal                                                | EID                              | |
| Sistemas de enlaces de datos Link-11 y Link-22                                                    | Bandera de España                                                  | Tecnobit                         | LINPRO |
| Sistema de Vigilancia Optrónica                                                                   | Bandera de España                                                  | Tecnobit                         | F-105: modelo ARGOS |
| Sistema de detección láser y de contramedidas                                                     | Bandera de España                                                  | Indra Sistemas                   | Compuesto por un ESM/ECM: Indra SLQ-380 Aldebarán interceptador / perturbador y un CESELSA Regulus Mk 9500 intercept                                                                                |
| Lanzador de señuelos                                                                              | Bandera de Estados Unidos                                          | BAE Systems                      | 4 lanzadores modelo FMC SRBOC Mk36 para bengalas infrarrojas y contededores de chaff |
| Señuelo remolcado para torpedos                                                                   | Bandera de Estados Unidos                                          | Lockheed Martin                  | Modelo SLQ-25A Enhaced Nixie |

### Armamento

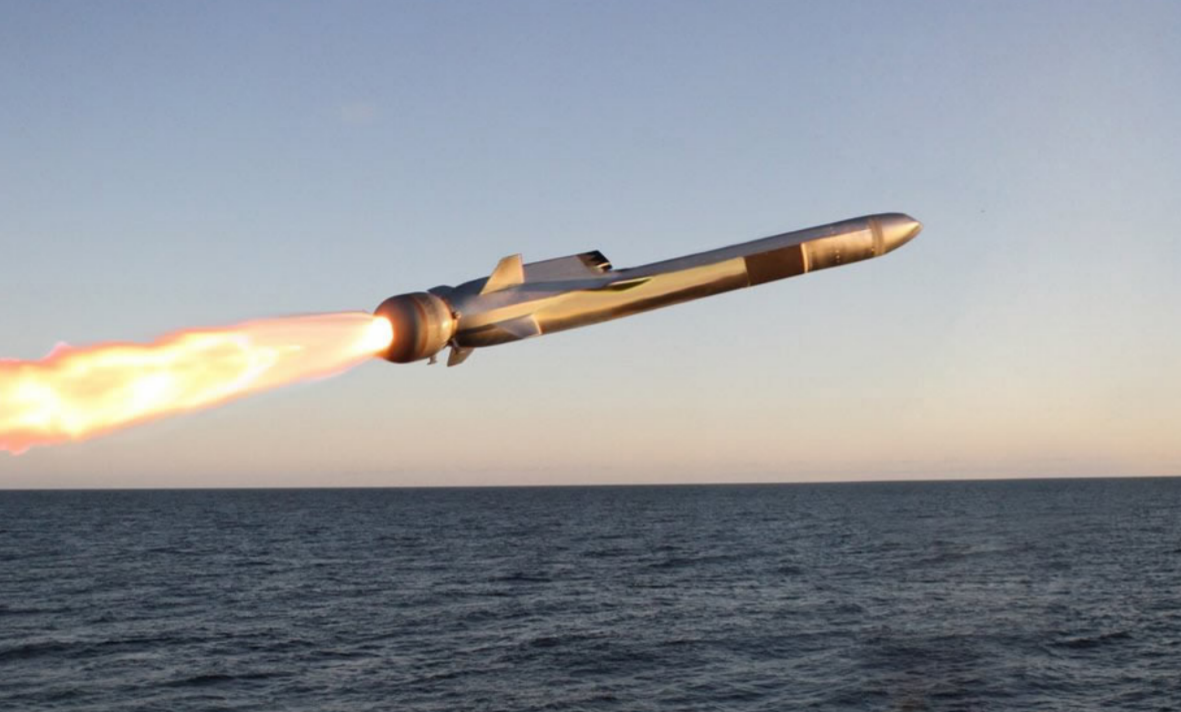
Naval Strike Missile de la noruega Kongsberg Defence & Aerospace

Al igual que los destructores clase Arleigh Burke de la Armada de los Estados Unidos, la clase Álvaro de Bazán dispone de capacidad de detección para la defensa contra misiles balísticos (BMD), principalmente ICBM y IRBM, pero a diferencia de los destructores estadounidenses, las fragatas F-100 no tienen capacidad de interceptación, por lo que deben transferir los datos de seguimiento del blanco balístico a otros buques que si dispongan de misiles interceptores. No portan sistemas de armamento de proximidad CIWS, (aunque se cree que esta carencia se ve compensada por el ESSM), carecen de un sistema integrado de guerra antisubmarina y no están dotadas con el misil BGM-109 Tomahawk de origen estadounidense, pese a que el Pentágono autorizó la venta a España de estos misiles de crucero, en 2009 el Gobierno español finalmente rechazó la compra, reduciéndose así sus capacidades de ataque a blancos terrestres.
En 2022, la Armada tomó la decisión de adquirir el Naval Strike Missile, un misil antibuque que también actúa como misil de crucero naval, sustituirá al misil antibuque AGM-84 Harpoon, y equiparán la fragatas de clase Bonifaz.
| Sistema                                         | País                                                                  | Fabricante                        | Notas |
| ----------------------------------------------- | --------------------------------------------------------------------- | --------------------------------- | --- |
| Sistema de lanzamiento vertical                 | Bandera de Estados Unidos · Bandera de España                         | Lockheed Martin Indra Sistemas    | Desarrollado a partir de una licencia estadounidense del modelo Mk.41 de 48 celdas,                                                                                          |
| Misiles superficie-aire                         | Bandera de Estados Unidos                                             | Raytheon                          | Hasta 48 unidades del modelo Standard SM-2MR Bloque IIIA/RIM-66L (1 unidad por celda del VLS)                                                                                |
| Misiles superficie-aire                         | Bandera de Estados Unidos · Bandera de Finlandia · Bandera de Noruega | Raytheon NAMMO                    | Hasta 192 unidades del modelo RIM-162 Evolved Sea Sparrow (4 unidades por celda del VLS)                                                                                     |
| Misiles antibuque RGM-84 Sub-Harpoon block II   | Bandera de Estados Unidos                                             | Boeing Integrated Defense Systems | 2 montajes cuádruples |
| Misiles superficie-superficie NSM (planificado) | Bandera de Noruega                                                    | Kongsberg Defence & Aerospace     | Seleccionado por la Armada Española en detrimento del AGM-84 Harpoon, también equipará las fragatas F-110                                                                    |
| Torpedos                                        | Bandera de Estados Unidos                                             | Alliant Techsystems               | 2 montajes lanzatorpedos Mk.32 Mod.9 de 324 mm con 12 torpedos Mk.46 Mod.5                                                                                                   |
| Cañón                                           | Bandera de España · Bandera de Italia                                 | FABA Sistemas OTO Melara          | Modelo Mk.45 Mod.2 de 127 mm fabricado por FABA Sistemas. Originariamente estaba previsto incorporar la versión de BAE Systems hasta que se obtuvo la licencia de OTO Melara |
| Cañones de 20 mm [cita requerida]               | Bandera de Suiza                                                      | Oerlikon                          | 2 unidades por fragata de la F-101 a la F-104[cita requerida] |
| Cañones de 25 mm                                | Bandera del Reino Unido                                               | BAE Systems                       | 2 unidades en la fragata F-105[cita requerida] |
| Ametralladoras medianas                         | Bandera de Estados Unidos                                             | Browning Arms                     | 4 unidades del modelo Browning M2 de 12,7 mm |
| Pislotes                                        | Bandera de España                                                     | Indra Sistemas                    | Browning Arms |

### Propulsión
| Sistema             | País                                    | Fabricante       | Notas                                                |
| ------------------- | --------------------------------------- | ---------------- | ---------------------------------------------------- |
| CODOG               |                                         |                  |                                                      |
| Turbinas            | Bandera de Estados Unidos               | General Electric | 2 turbinas de gas modelo General Electric LM2500     |
| Motores             | Bandera de España                       | Navantia         | 2 motores diésel modelo Bazán Bravo-Caterpillar 3600 |
| Grupos electrógenos | Bandera de Alemania · Bandera de España | MTU Navantia     | Modelo 12V396TE54 fabricados bajo licencia de MTU    |
| Hélices             | Bandera de España                       | NAVALIPS         | Ahora Wärtsilä Propulsión Spain, S.A.                |

### Aeronaves
| Sistema     | País                      | Fabricante                    | Notas                        |
| ----------- | ------------------------- | ----------------------------- | ---------------------------- |
| Helicóptero | Bandera de Estados Unidos | Sikorsky Aircraft Corporation | 1 × Seahawk SH-60B Lamps III |

## Unidades
| Identificativo | Nombre                   | Fecha botadura          | Fecha entrada en servicio | Indicativo de llamada | Imagen |
| -------------- | ------------------------ | ----------------------- | ------------------------- | --------------------- | ------ |
| F-101          | Álvaro de Bazán          | 31 de octubre de 2000   | 19 de septiembre de 2002  |                       |        |
| F-102          | Almirante Juan de Borbón | 28 de febrero de 2002   | 3 de diciembre de 2003    |                       |        |
| F-103          | Blas de Lezo             | 16 de mayo de 2003      | 16 de diciembre de 2004   |                       |        |
| F-104          | Méndez Núñez             | 12 de noviembre de 2004 | 21 de marzo de 2006       |                       |        |
| F-105          | Cristóbal Colón          | 4 de noviembre de 2010  | 23 de octubre de 2012     |                       |        |

La F-105 cerró la clase Álvaro de Bazán, estimándose que ante una nueva adquisición de buques se iniciaría la serie con la F-110.

### Buques de la clase
- Álvaro de Bazán (F-101)
- Almirante Juan de Borbón (F-102)
- Blas de Lezo (F-103)
- Méndez Núñez (F-104)
- Cristóbal Colón (F-105)

### Buques similares
- Clase Fridtjof Nansen
- Clase Hobart

### Secuencias de designación
Clase Júpiter→Clase Eolo→Clase Pizarro→Clase Descubierta→Clase Baleares→Clase Santa María→Clase Álvaro de Bazán→Clase Bonifaz→

### Listas relacionadas
Fragatas con motor de la Armada Española